# Павлово (Новосибірська область)
Павлово (рос. Павлово) — село у Венгеровському районі Новосибірської області Російської Федерації.
Входить до складу муніципального утворення Павловська сільрада. Населення становить 415 осіб (2017).

## Історія
Згідно із законом від 2 червня 2004 року органом місцевого самоврядування є Павловська сільрада.

## Населення
| 2002 | 2007 | 2010 | 2012 | 2013 | 2014 | 2015 |
| ---- | ---- | ---- | ---- | ---- | ---- | ---- |
| 439  | ↘420 | ↘415 | ↘413 | ↘407 | ↗419 | ↘416 |
| 2016 | 2017 |      |      |      |      |      |
| ↗423 | ↘415 |      |      |      |      |      |